# مارک بیرد
مارک بیرد (انگلیسی: Marc Byrd؛ زادهٔ ۱۹۶۹/۱۹۷۰ (۵۴–۵۵ سال)) موسیقی‌دان اهل ایالات متحده آمریکا است. وی از سال ۱۹۹۵ میلادی تاکنون مشغول فعالیت بوده‌است. او به همراه اندرو تامپسون عضو گروه
هاموک (باند) هستند.